# 祖纳 (漫画家)
祖纳（1962年5月15日—）原名祖基菲里（Zulkiflee Anwar Haque） ，马来西亚网络政治漫画家。他专注于反映马来西亚各类政治课题，包括种族问题、贪污事件等等。祖纳的漫画无不竭尽批判和讽刺之能事，因此他的数本政治漫画集在2010年被马来西亚内政部查禁。内政部表示，“那些出版品所以被查禁，因为它们的内容能够影响人们起来反抗，推翻领导人和政府政策”。祖纳因此把内政部告上法庭。2010年9月，祖纳在准备推出另一本漫画集的两天前突然遭警方逮捕，并且被扣留两天。
2011年，祖纳获得美国漫画组织“国际漫画家权利网络”（Cartoonists Rights Network International）颁发“评论性漫画勇气奖”。
2016年，祖納獲得漫畫和平基金會榮譽主席、前聯合國祕書長安南在日內瓦頒發的「漫畫和平獎（Cartoon For Peace Award）」，但回國後面臨43年牢獄威脅。2018年，馬來西亞大選變天，61年來首度政黨輪替，并由马哈迪·莫哈末出任首相，祖納的煽動罪名及旅行禁令終於被撤除，重獲部分自由。

## 生平简介
1962年5月15日，祖纳出生于吉打州莪仑的武吉茹嫩。他从小学时代已开始作画，1973年首幅作品获杂志刊登时只有五年级。自此他长期向国内各周刊杂志投稿，在中学时代，已发表了许多漫画作品。1980年，祖纳进入大学，主修科技，但只念了一年便辍学。过后他曾任公务员，直到1986年方辞去公务员职，进入著名的“疯疯癫癫”（Gila-Gila）漫画社成为全职漫画家。在那里，他和国内一群最优秀的漫画家如乐甲呵（Rejabhad）、贾发泰益（Jaafar Taib）、阿兹曼尤索夫（Azman Yusof）、再纳抛胡申（Zainal Buang Hussin）、卡通东（Don）和雷鬼李（Reggie Lee）等共事。祖纳在《疯疯癫癫》杂志中的定期漫画专栏有“办公室角落”（Ofis Corner）、“丽莎”（Liza）和“满腹牢骚”（Gebang-Gebang）等。这个时期，他虽然也用漫画反映社会现象，但还未完全投入于政治讽刺画，偶尔发表的政治漫画也没有受到读者群的热烈回应。
1990年，祖纳开始为马来报章《每日新闻》供稿。隔年，他从疯疯癫癫漫画社转投《每日新闻》报社。他在报社服务了四年，在这段时间内，也投稿到《每日邮》和《新海峡时报》，同时协助成立了雪隆漫画家协会（Pekartun）。然而，他在报社中的事业并不顺利，一方面是发表的作品没有办法制造预期中的影响力，另一方面则是不少具争议性的作品常被主编退稿。于是，他在1996年离开了报社，成为自由创作人。1998年后，祖纳重新投入创作政治讽刺漫画。他先是在群众集会上免费分发自己的作品，过后也在伊斯兰党的党报《哈拉卡党报》上发表作品。
在2003年之前，祖纳的作品主要以马来语为媒介语，2003年，他开始以英语为媒介语为新闻网站《当今大马》供稿，在专栏“当今卡通”（Cartoonkini）里发表作品。至今为止，他在《哈拉卡》和《当今大马》发表的政治讽刺漫画多已结集成书，已出版的漫画集有《抵抗依旧抵抗》（Lawan Tetap Lawan）、《马哈伯作威作福》（Lagak Pak Mahat）、《关于敦和其他人的漫画》（Cartoons On Tun And Others）、《一个搞笑大马》（1 Funny Malaysia）、《漫画恐惧症》（Cartoon-O-Phobia）、《连画笔都有立场》（... Even My Pen Has A Stand!）等。祖纳的政治漫画对执政者作出了许多辛辣的讽刺批评，所以他的作品集多被政府查禁，他也因为画作涉及政治领袖而受警方逮捕调查，如知名的「米奇瑪（Mickey Mah）」（影射首相夫人罗斯玛·曼梳）、「唐老鴨（Donald Dedak）」（影射首相纳吉·阿都拉萨）總是在角落「發推特（twit twit）」的檢察總長哈利德（Khalid Abu Bakar）等。